# یلو مجیک ارکسترا
یلو مجیک ارکسترا (به انگلیسی: Yellow Magic Orchestra) یک گروه موسیقی الکترونیک ژاپنی است. این گروه از سه نفر به نام‌های هارومی هوسونو، یوکیهیرو تاکاهاشی، و ریوئیچی ساکاموتو تشکیل شده‌است.